# 費雷拉山脈

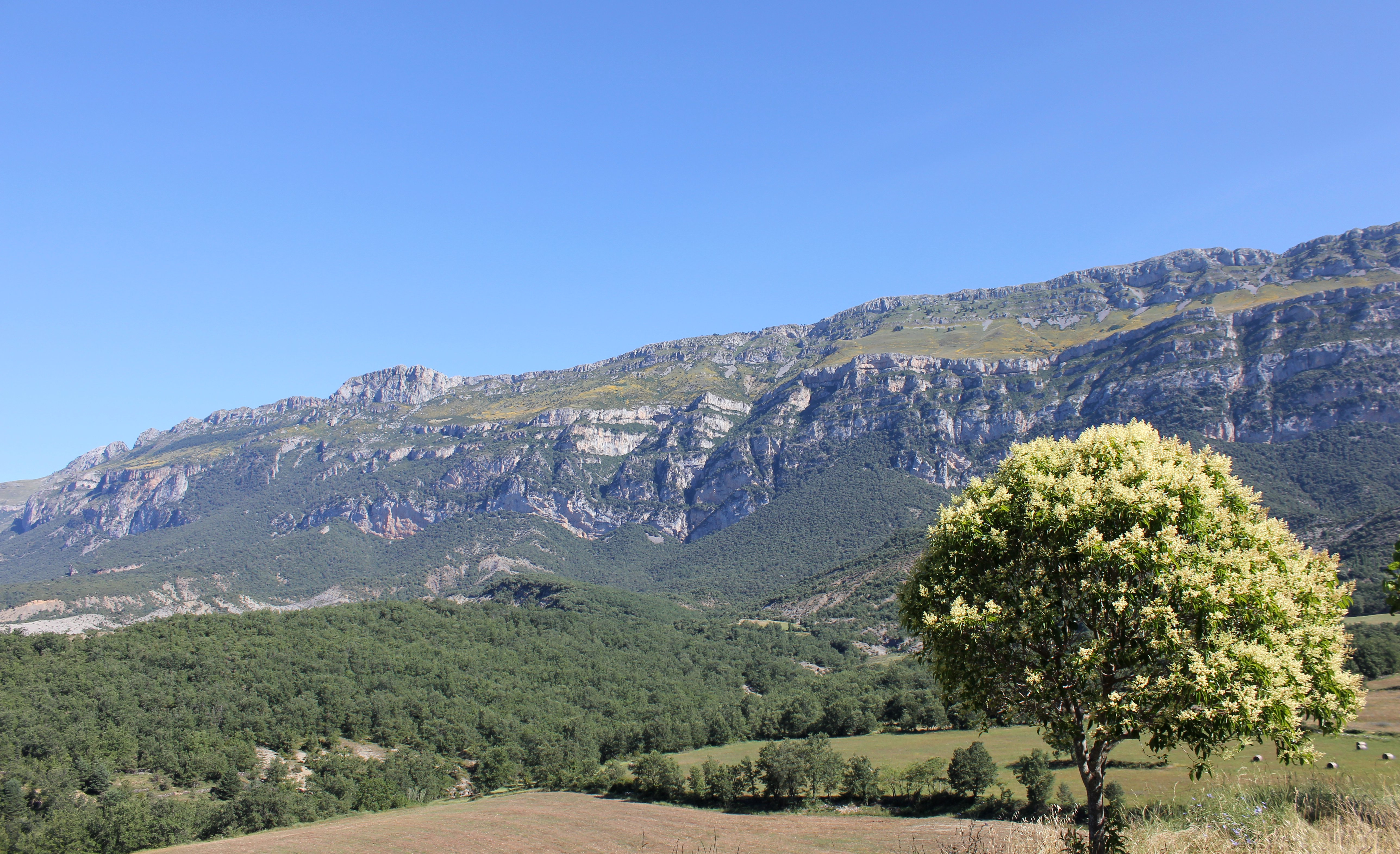

42°28′22″N 0°14′38″E / 42.47278°N 0.24389°E
費雷拉山脈（西班牙語：Sierra Ferrera），是西班牙的山脈，位於該國東北部阿拉貢自治區的韋斯卡省，屬於科蒂耶亞山脈的一部分，最高點是海拔高度2,295米的蒙塔涅薩峰。